# Liste des seigneurs du Lude
 (janvier 2014).
Si vous disposez d'ouvrages ou d'articles de référence ou si vous connaissez des sites web de qualité traitant du thème abordé ici, merci de compléter l'article en donnant les références utiles à sa vérifiabilité et en les liant à la section « Notes et références ».
Cet article présente une liste des seigneurs du Lude entre le Xe siècle et nos jours. Elle regroupe notamment de nombreux représentants des familles Beaumont, Brienne, Vendôme, 
et Daillon, avant qu'Henry de Daillon, mort sans descendance, lègue le château du Lude à son neveu. Le château est ensuite vendu au milieu du XVIIIe siècle, et reste depuis dans les familles de Talhouët puis de Nicolaÿ.

## Premiers seigneurs (XeetXIesiècles)
- vers 900-942 : Foulques Ier le Roux, comte d'Anjou, fils d'Ingelger, marié à Roscille, fille de Garnier de Loches.
- 942-958 : Foulques II le Bon, fils du précédent.
- 958-987 : Geoffroy Ier Grisegonelle, fils du précédent, marié à Adélaïde/Adèle de Vermandois, fille de Robert de Troyes.
- 987-vers 1030 : Foulque Nerra, fils du précédent, marié à Elisabeth de Vendôme puis à Hildegarde de Haute-Lorraine de Sundgau.
- vers 1030-vers 1035 : Isambard du Lude[1],[2],[3].
- vers 1035-vers 1040 : Étienne de Montreveau, marié à Adelburge (Aldeburge, Audeberge, Hildeburge), fille d'Isambard et héritière du Lude.

## Famille de Beaumont

Armes des Beaumont : chevronné d'or et de gueules de VIII pièces

Par le mariage d'Emma de Montrevault († vers 1058), fille d'Étienne et d'Adelburge du Lude, avec Raoul V de Beaumont († vers 1067/1070), vicomte du Maine, la terre du Lude passe dans la famille de Beaumont.
- vers 1040-vers 1067 : Raoul V de Beaumont, marié à Emma de Montrevault
- vers 1067-vers 1090 : Hubert (II) de Beaumont, fils du précédent, seigneur de Beaumont et de Sainte-Suzanne, marié à Ermengarde de Nevers, fille du comte Guillaume Ier.
- vers 1090-1122 : Raoul VI Payen de Beaumont, aussi vicomte de Montreveau, fils de Raoul V et frère d'Hubert, marié à Agathe de Vendôme, fille de l'Oison.
- 1122-1173 : Roscelin de Beaumont, petit-neveu de Raoul Payen, fils de Raoul VII de Beaumont (fils d'Hubert ; époux d'une fille de Guy II de Laval), marié à Constance FitzRoy, fille d'Henri Ier, roi d'Angleterre.
- 1173-1194 : Richard Ier de Beaumont, fils du précédent, marié à Luce de Laigle.
- 1194-1202 : Richard de Beaumont, fils du précédent.
- 1202-1236 : Raoul VIII de Beaumont, frère du précédent, marié à Agnès de La Flèche (supposée fille naturelle d'un roi d'Angleterre Plantagenêt : Jean ?).
- 1236-1239 : Richard II de Beaumont, fils du précédent, marié à Mathilde d'Amboise fille de Sulpice III, sans postérité.
- 1239-1249 : Guillaume de Beaumont, frère du précédent.
- 1249-1253 : Agnès de Beaumont, sœur du précédent, vicomtesse de Beaumont, dame de Sainte-Suzanne, Fresnay, Loué, du Lude, L'Aigle et La Flèche.

## Famille de Brienne
- 1253-1285 : Louis de Brienne d'Acre[5] (fils de Jean roi de Jérusalem et empereur de Constantinople, et de Bérengère de Castille-León), époux d'Agnès de Beaumont.
- 1285-1305 : Jean Ier de Beaumont-Brienne, fils du précédent, marié à Jeanne, fille de Guillaume IV de La Guerche, Segré, Pouancé, puis à Marie de Chantocé.
- 1305-vers 1312 : Robert de Beaumont-Brienne, fils du précédent et de Jeanne de La Guerche, marié à Marie de Craon, dame de Châtelais, fille de Maurice V ou VI (petit-fils d'Amaury Ier de Craon).
- vers 1312-1328 : Jean II de Beaumont-Brienne, fils du précédent, marié à Isabeau, fille de Jean III d'Harcourt († 1326), puis en 1330 à Marguerite, fille d'Aymar V de Poitiers-Valentinois.
- 1328-1355 : Geoffroy de Beaumont-Brienne, frère cadet de Jean II, marié à Jeanne de Beauçay.
- 1355-1364 : Louis II de Beaumont-Brienne (né après 1330-† à Cocherel), fils de Jean II et Marguerite de Poitiers, marié à Isabelle de Bourbon-la Marche, fille de Jacques Ier (veuve, Isabelle se remarie en 1368 à Bouchard VII de Vendôme) ; sororie de Louis II : Marguerite de Beaumont, dame de Segré et du Lude, marie Bouchard  de Vendôme ci-dessous ; leur demi-sœur aînée, Marie de Beaumont, fille de Jean II et d'Isabelle d'Harcourt, épouse Guillaume Chamaillard d'Anthenaise et continue les vicomtes de Beaumont, barons de Ste-Suzanne jusqu'au roi Henri IV.
- 1364-1371 : Isabelle de Bourbon, veuve de Louis II.
- 1371-1378 : Marguerite de Valentinois, veuve de Jean II.

## Famille de Vendôme
- 1378-1429 : trois membres de la famille de Vendôme-Montoire : Bouchard de Vendôme-Segré, fils et frère cadet des comtes Bouchard VI et Jean VI de Vendôme, seigneur de Segré et du Lude par son mariage vers 1345/1350 avec Marguerite, fille de Jean II de Beaumont-Brienne et Marguerite de Poitiers ci-dessus ; < leur fils benjamin Jean Ier († 1400/1408) ; < père de Jean II, seigneur de Feuillet(te) et du Lude
- 1429-1440 : Pierre II de Vendôme-Segré, cousin germain (plutôt que fils) de Jean II de Feuillette du Lude ci-dessus[6], seigneur de Segré et du Lude
- 1440-1457 : Jeanne de Vendôme, fille du précédent, x 1° René de Fontaine(s), et 2° François II de Montberon, vicomte d'Aunay et baron de Matha (postérité des deux mariages)

## Famille (de) Daillon

Armes de Daillon : D'azur à la croix engrêlée d'argent

- 1457-1481 : Jean (Ier ou II) (de) Daillon (1423-81), chambellan et favori du roi de France Louis XI, gouverneur du Dauphiné, de l'Artois, d'Alençon et du Perche, fils de Gilles Daillon ; marié 1° à Renée de Fontaine(s)-Guérin (fille de Jeanne de Vendôme et René de Fontaines ci-dessus), puis 2° en 1459 à Marie de Laval-Loué, fille de Guy II (qui descendait de Guy VIII de Montmorency-Laval et de Jeanne de Brienne de Beaumont, sœur de Jean Ier et fille d'Agnès et Louis d'Acre ci-dessus, donc des anciens seigneurs du Lude)
- 1481-1533 : Jacques de Daillon († vers 1533), fils du précédent et de Marie de Laval, marié à Madeleine/Jeanne d'Illiers[7] ; (une sœur de Jacques, Louise Daillon, marie André de Vivonne de La Châtaigneraie : ancêtres des La Rochefoucauld, et des Bourdeilles dont leur petit-fils : Brantôme).
- 1533-1557 : Jean (II ou III) de Daillon (1494-1557), fils du précédent, marié en 3e noces en 1528 à Anne de Bastarnay, fille de François et petite-fille d'Imbert du Bouchage ; (une sœur de Jean II-III, Antoinette de Daillon (vers 1500-1538), épouse Guy XVI-Nicolas de Laval : parents de Charlotte de Laval, femme de l'amiral de Coligny, et par là les ancêtres du stathouder Frédéric-Henri, des rois Guillaume III d'Angleterre et Frédéric Ier de Prusse, et de nombreux souverains européens actuels).
- 1557-1585 : Guy de Daillon (1530-85), fils du précédent, marié à Jeanne/Jacqueline de La Fayette dame de Pontgibaud (fille de Louis Motier de La Fayette, arrière-petit-fils du maréchal Gilbert, et d'Anne de Vienne-Listenois : cf. l'article Roulans) ; (une sœur de Guy, Françoise l'Aînée, épouse le maréchal Jacques II de Goyon-Matignon-Torigni : ancêtres des princes de Monaco ; leur sœur cadette Anne de Daillon, se marie avec Philippe de Volvire de Ruffec : ils sont des ancêtres maternels de Saint-Simon).
- 1585-1619 : François de Daillon (1570-1619), fils du précédent, marié à Françoise de Schomberg, fille de Gaspard, nièce du mignon Georges et sœur du maréchal Henri de Schomberg (une sœur de François, Anne de Daillon, épouse Jean VII de Bueil, comte de Sancerre ; leur sœur cadette Diane de Daillon (vers 1570-1642), marie Jean-Louis-Claude de Lévis-Ventadour de Charlus, d'où postérité : cf. Charles-Eugène).
- 1619-1651 : Timoléon de Daillon (1600-35), fils du précédent, marié à Marie Feydeau, fille du financier (traitant) et Trésorier de l'Epargne Antoine Feydeau de Bois-le-Vicomte.
- 1651-1685 : Henry de Daillon (ca. 1622-85), fils du précédent, devenu duc du Lude, Grand maître de l'artillerie de France, marié à Éléonore, fille de René de Bouillé et dame du Rocher, puis à Marguerite-Louise de Béthune, petite-fille de Maximilien II, duc de Sully : sans descendance.

## XVIIeetXVIIIesiècles
Mort sans descendance, Henry de Daillon lègue le château à son neveu Antoine-Gaston duc de Roquelaure (1656-1738), fils de Gaston-Jean-Baptiste de Roquelaure et de Charlotte-Marie Daillon du Lude (vers 1635-57), sœur d'Henri et fille de Timoléon.
- 1685-1738 : Antoine-Gaston de Roquelaure, maréchal de France, marié à Marie-Louise, fille de Guy-Urbain de Laval-Montmorency-Lezay.
- 1738-1738 : Louis II de Rohan-Chabot, 4e duc de Rohan (1679-1738), marié à Françoise (1683-1740), fille aînée d'Antoine-Gaston de Roquelaure (sa sœur cadette Élisabeth de Roquelaure (1696-1752) épouse en 1714 Charles-Louis de Lorraine (1696-1755), comte de Marsan, prince de Mortagne et de Pons).
- 1738-1751 : Louis-Marie-Bretagne de Rohan-Chabot (1710-91), fils du précédent, vend le château du Lude en 1751.
- 1751-1785 : Joseph-Julien Duvelaër (1709-1785), membre de la Compagnie des Indes, fait l'acquisition du château. Il meurt sans descendance et lègue le château à la fille de sa sœur Marie-Françoise Duvelaër (1711-1757 ; x 1740 Richard Butler), Françoise-Joséphine Butler (1741-1798), marquise de La Vieuville par son union en 1758 avec Etienne-Auguste Baude de La Vieuville (1713-† guillotiné à Rennes le 4 mai 1795), marquis de Châteauneuf par acquisition en février 1740 et confirmation du marquisat précédent en juin 1746 (cf.[8], et l'article Auguste-Joseph).
- 1785-1798 : Françoise-Joséphine Butler, marquise Baude de La Vieuville par son mariage.

## DuXIXesiècleà nos jours

Armes de Nicolay : D'azur, au lévrier courant d'argent, colleté d'un collier de gueules, bordé et bouclé d'or.

- 1798-1814 : Louis-Céleste de Talhouët-Bonamour, marié à Élisabeth-Françoise Baude de La Vieuville (1764-1814), fille héritière de la précédente, et sœur d'Auguste-Joseph et d'Henri Baude de La Vieuville.
- 1814-1842 : Auguste-Frédéric de Talhouët, fils du précédent, marié à Alexandrine Roy.
- 1842-1884 : Auguste de Talhouët-Roy, fils du précédent, marié à Léonie Honnorez.
- 1884-1948 : René-François-Honoré-Marie de Talhouët-Roy, fils du précédent, marié à Élisabeth des Monstiers-Mérinville.
- 1948-1954 : René de Nicolaÿ, petit-fils du précédent et frère de François, marié à Pia-Maria d'Orléans-Bragance.
- 1954-... : Louis-Jean de Nicolaÿ, fils du précédent.